# 520 بارك أفينيو
520 بارك أفينيو (بالإنجليزية: Park Avenue 520)‏٬ هو ناطحة سحاب المقترحة على شارع 60 شرق غرب بارك افنيو في مانهاتن، مدينة نيويورك. وقد صممت من قبل روبرت ستيرن. والبناء سيكلف 450 مليون دولار. وسيتم الانتهاء من البرج بحلول عام 2017. إنه تطور
مثل الكثير من العمل ستيرن، المبنى الجديد الكلاسيكية في الأسلوب. الجزء الخارجي من المبنى من الحجر الجيري.
سيشمل البرج بناء حديقة، غرفة ألعاب للأطفال وحمام سباحة، ومركز لياقة بدنية. وسيكون هناك أيضا أجنحة وأقبية النبيذ ضيف متاحة للشراء.

## وصلات خارجية
- الموقع الرسمي